# Elisabet von Eyben
Elisabet von Eyben (1736 – 1780) var en dansk hofdame. 
Hun var datter af Christian August von Eyben og Elisabeth Sophia Maria von Hassberge. Hun var fra 1766 første kammerfrøken hos dronning Caroline Mathilde. 